# Le Marigot
Le Marigot – miasto na Martynice (Departament zamorski Francji); 3700 mieszkańców (2007).